# Ouarville
Ouarville ist eine französische Gemeinde mit 534 Einwohnern (Stand: 1. Januar 2022) im Département Eure-et-Loir in der Region Centre-Val de Loire. Die Gemeinde gehört zum Arrondissement Chartres und zum Gemeindeverband Communauté de communes Cœur de Beauce.

## Geografie
Ouarville liegt in der baumlosen Landschaft Beauce etwa 25 Kilometer ostsüdöstlich von Chartres. Umgeben wird Ouarville von den Nachbargemeinden Santeuil im Norden und Nordwesten, Denonville im Norden und Nordosten, Morainville im Nordosten, Mondonville-Saint-Jean im Osten, Louville-la-Chenard im Süden und Südosten, Réclainville im Süden und Südwesten, Boisville-la-Saint-Père im Westen und Südwesten sowie Moinville-la-Jeulin im Westen und Nordwesten. 

## Bevölkerungsentwicklung
| Jahr                      | 1962 | 1968 | 1975 | 1982 | 1990 | 1999 | 2006 | 2013 |
| Einwohner                 | 387  | 425  | 408  | 425  | 468  | 549  | 571  | 527  |
| Quelle: Cassini und INSEE |      |      |      |      |      |      |      |      |

## Sehenswürdigkeiten

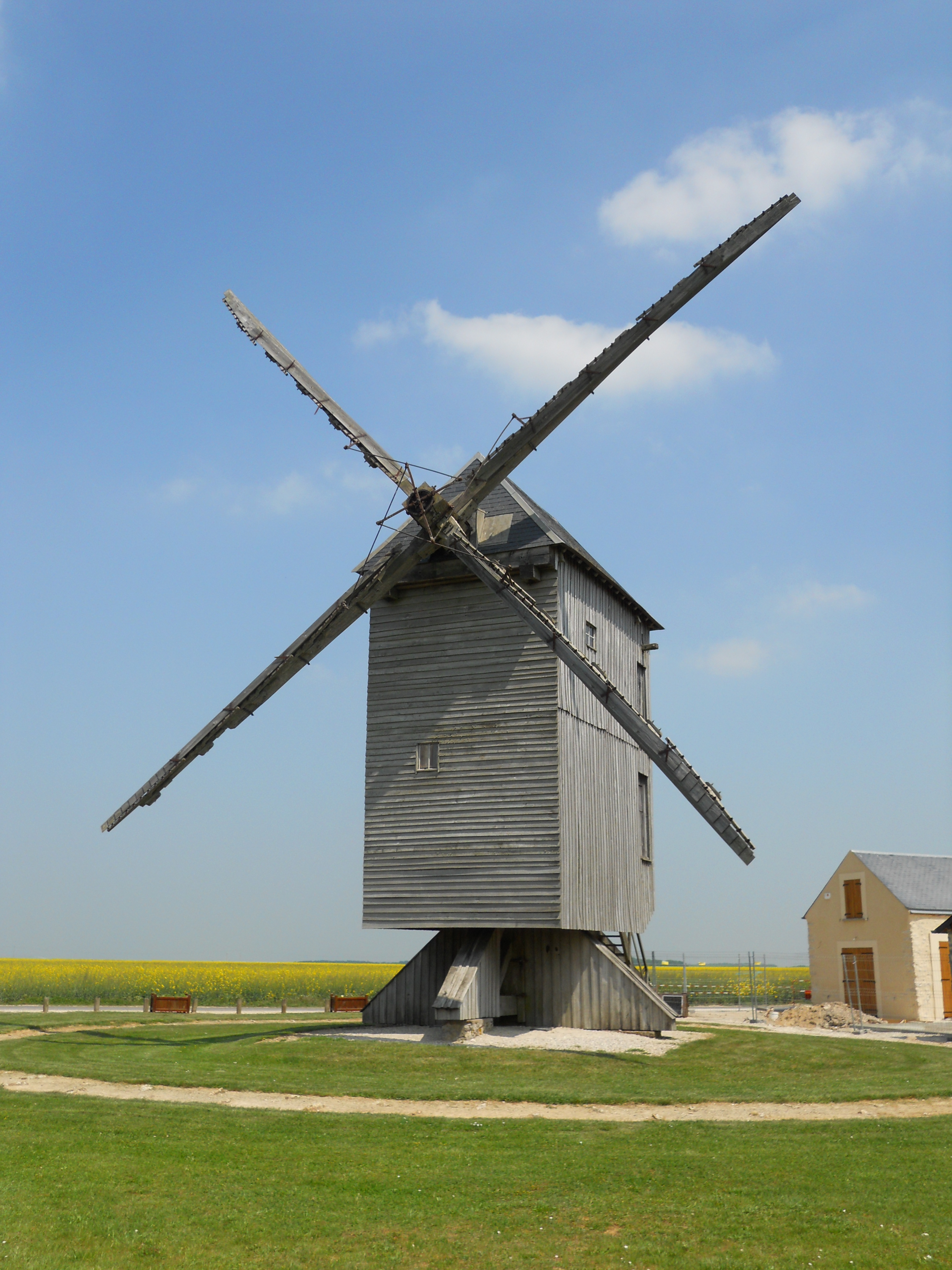
Windmühle von Ouarville

- Kirche Saint-Martin aus dem 16. Jahrhundert
- Große Mühle aus dem 17. Jahrhundert, Monument historique seit 1941

## Persönlichkeiten
- Walery Antoni Wróblewski (1836–1908), Milizenkommandant der Pariser Kommune